# زوانن‌بورخ
زوانن‌بورخ (به هلندی: Zwanenburg) یک منطقهٔ مسکونی در هلند است که در هارلمرمیر واقع شده‌است. زوانن‌بورخ ۷٬۶۶۷ نفر جمعیت دارد.

## نگارخانه

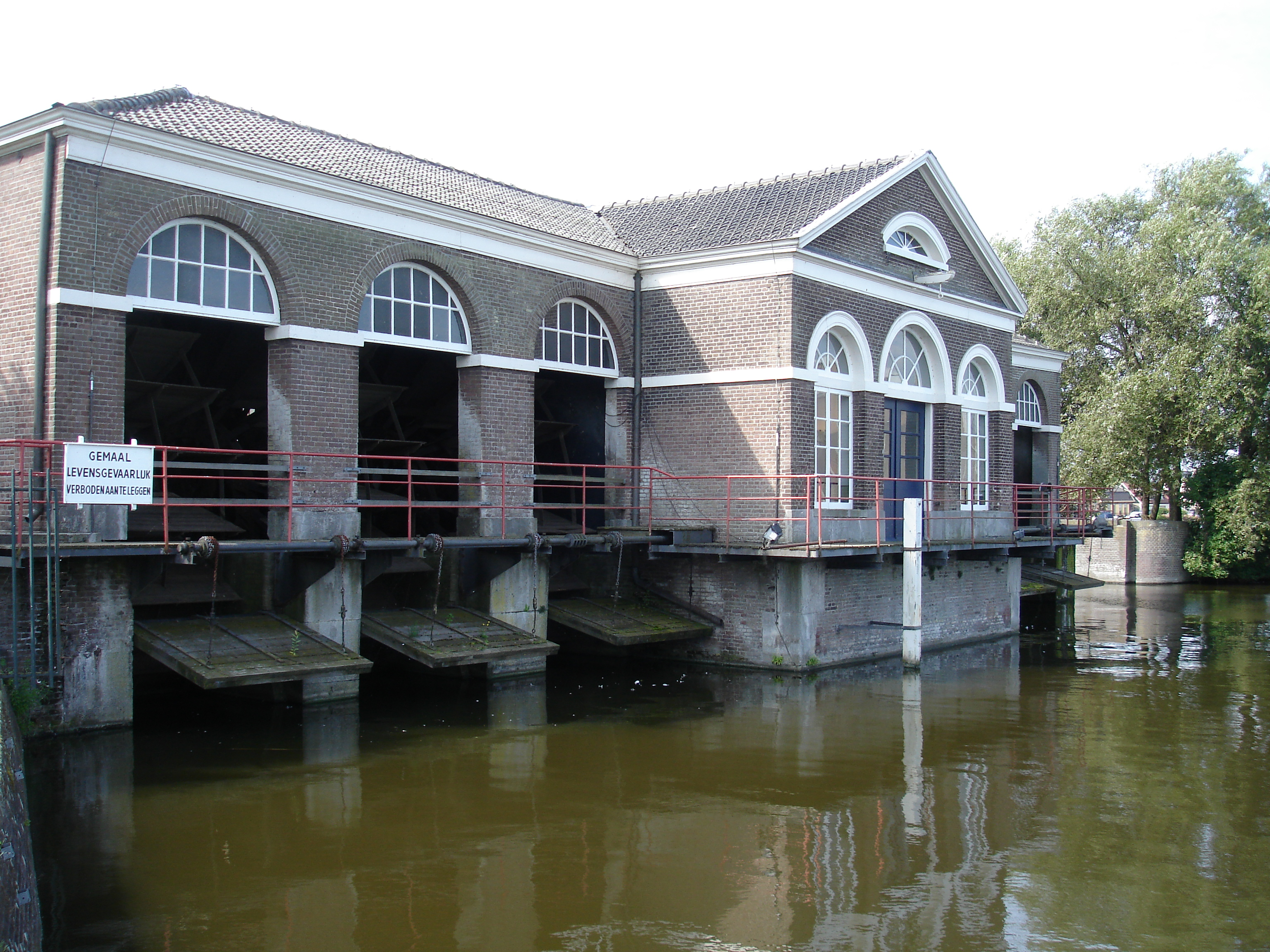
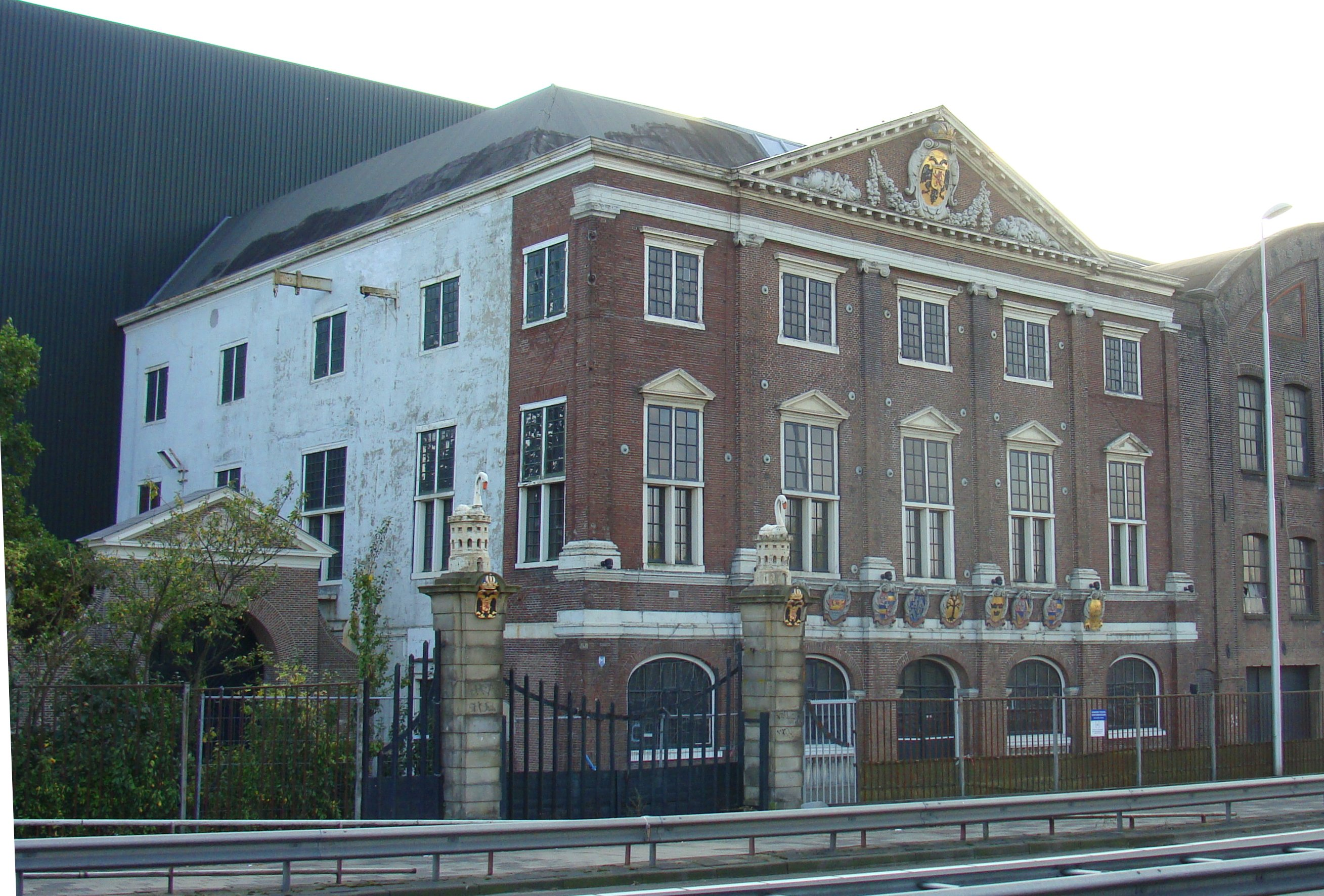
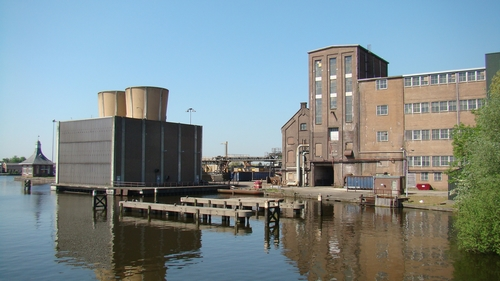